# Klaus Segbers

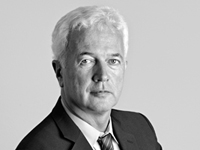
Klaus Segbers

Klaus Segbers (* 1954 in Dortmund) ist ein deutscher Politikwissenschaftler und Professor. Er ist Inhaber des Lehrstuhls für Osteuropa-Studien und Professor für Internationale Beziehungen am Otto-Suhr-Institut der Freien Universität Berlin. Zu seinen Arbeits- und Forschungsschwerpunkten gehören Außenpolitik und Internationale Beziehungen, Internationale Politische Ökonomie, Globalisierungsprozesse, Terrorismus, Transformationen im Vergleich, Osteuropa sowie globale Stadtregionen. Darüber hinaus arbeitet er an der Entwicklung innovativer Lehr- und Lernformen, z. B. im Bereich Blended Learning (s. Integriertes Lernen). Seit 2007 leitet Segbers das von ihm gegründete Center for Global Politics, daneben ist er regelmäßig als Gastdozent unter anderem in Stanford, New York, Moskau und Shanghai tätig.

## Werdegang
Segbers studierte von 1974 bis 1979 Geschichte, slawische Sprachen, Politikwissenschaft und Philosophie an der Ruhr-Universität Bochum und der Universität Konstanz. Sein Studium schloss er mit dem Magister artium und dem Staatsexamen ab. Von 1980 bis 1984 promovierte er an der Universität Bremen über die UdSSR während des Zweiten Weltkriegs zum Dr. phil. Im Rahmen seiner Promotion hielt er sich auch in den USA und in der UdSSR auf.
Nach mehrjähriger Tätigkeit als wissenschaftlicher Mitarbeiter unter anderem in Bremen und Frankfurt/Main habilitierte Segbers 1992 über den Systemwechsel in der Sowjetunion. 1995 wurde er als Professor für Internationale Beziehungen nach Konstanz gerufen, 1996 dann an die Freie Universität Berlin, wo er seither einen Lehrstuhl für Politikwissenschaft (Otto-Suhr-Institut) und Osteuropapolitik (Osteuropa-Institut) innehat.
Zusätzlich zu seinen Lehrverpflichtungen leitet Segbers das an der Freien Universität Berlin angesiedelte Center for Global Politics. Das Center vereint vier von Segbers initiierte Studienprogramme, die Masterstudiengänge East European Studies Online und International Relations Online, außerdem den deutschsprachigen Studiengang German Studies Russia am MGIMO (Moskau) sowie die Global Politics Seasonal Schools in verschiedenen Regionen (u. a. China, Iran, Jordanien, Syrien, Griechenland, Türkei, Vietnam, Kambodscha).

## Forschungsschwerpunkte
Segbers forscht zu einem breiten Spektrum innerhalb der Internationalen Beziehungen und der Regionalforschung. Unter anderem leitete er Forschungsprojekte zur politischen und gesellschaftlichen Transformation Osteuropas.
Ein weiterer Fokus in Segbers Forschungsarbeit sind Globalisierungsprozesse. Laut Segbers stellen die vielfältigen Auswirkungen der Globalisierung die Politik demokratischer Nationalstaaten vor strukturelle Herausforderungen. Globale Waren-, Kapital-, Informations- und Migrationsströme seien durch nationalstaatliches Handeln immer schwerer einzuhegen und zu kontrollieren. Segbers spricht in diesem Zusammenhang vom „Ende der Politik“. Als Lösung dieser Probleme schlägt Segbers vor, politische Zuständigkeiten vom Nationalstaat auf kleinere Ebenen, wie Städte, oder supranationale Institutionen, wie die EU, zu verlagern. Segbers Forschungsarbeiten zu „Global City Regions“ (2002–2004) erörtern die Rolle von Städten als politische Einheiten, die als Knotenpunkte für verschiedene Globalisierungsprozesse operieren.
Derzeit erforscht Klaus Segbers innovative Lernformen für das Hochschulwesen. Im Rahmen der Leitung des Center for Global Politics treibt er die Entwicklung von Blended-Learning-Kursen voran. Die online-basierten Masterstudiengänge International Relations Online und East European Studies Online kombinieren ein internationales Studienkonzept mit innovativen, IT-basierten Formen der Wissensvermittlung.

## Ausgewählte Publikationen
- mit Mark Amen, Noah J. Toly, Patricia L. McCarney (Hrsg.): Cities and Global Governance, in: New Sites for International Relations. Surrey: Ashgate, 2011.
- The Making of Global City Regions. Johannesburg, Mumbai/Bombay, São Paulo, and Shanghai, Baltimore, Johns Hopkins University Press 2007.
- mit Simon Raiser, Krister Volkmann (Hrsg.): Public Problems, Private Solutions? Globalizing Cities in the South.  Aldershot, Burlington/VT: Ashgate 2005.
- mit Harald Barrios, Martin Beck, Andreas Boeckh (Hrsg.): Resistance to Globalization. Political Struggle and Cultural Resilience in the Middle East, Russia, and Latin America. Hamburg, London 2003.
- Explaining Post-Soviet Patchworks. 3 Bände, Ashgate, Aldershot, 2001.
- mit Kerstin Imbusch (Hrsg.): The Globalization of Eastern Europe. Teaching International Relations Without Borders. Münster, Hamburg, London: LIT, 2000.
- mit Stephan De Spiegeleire (Hrsg.): Post-Soviet Puzzles. Mapping the Political Economy of the Former Soviet Union. 4 Bände. Baden-Baden, Nomos 1995.
- Russlands Zukunft: Räume und Regionen. Baden-Baden, Nomos 1994.
- Der sowjetische Systemwandel. Frankfurt am Main, Suhrkamp 1989.